# Star Driver: Kagayaki no Takuto
Star Driver: Kagayaki no Takuto (яп. STAR DRIVER 輝きのタクト Сута: Дораиба: Кагаяки но Такута) — японский аниме-сериал 2010 года, созданный студией Bones. Режиссёром сериала выступил Такуя Игараси, дизайн персонажей выполнен Ёсиюки Ито, а также Хирокой и Мисой Мидзуя.
Премьера аниме состоялась 3 октября 2010 года в основном слоте телеканалов MBS-TBS в 17 часов по воскресеньям.

## Сюжет
События Star Driver происходят на выдуманном острове Южного креста. Однажды ночью на берег острова вынесло мальчика по имени Такуто. Он поступает в Старшую школу Южного креста, где заводит новых друзей. В то же время в школе существует группа таинственных гигантов, называемых Кибоди, которыми могут управлять люди в альтернативном измерении — нулевом времени. Такуто ввязывается в противостояние с «Glittering Crux Brigade» (яп. 綺羅星十字団 Kiraboshi Juujidan), таинственной группой, желающей взять контроль на островными Кибоди для достижения своих целей.

## Персонажи
Такуто Цунаси (яп. ツナシ・タクト Цунаси Такуто) / «Галактический красавец» (яп. 銀河美少年 Ginga Bishounen)Роль озвучивает Мамору Мияно
Вако Агэмаки (яп. アゲマキ・ワコ Агэмаки Вако) : Роль озвучивает Саори Хаями
Сугата Синдо (яп. シンドウ・スガタ Синдо: Сугата)Роль озвучивает Дзюн Фукуяма

### Другие персонажи
Хана Окада (яп. オカダ・ハナ)
Близкий школьный друг Такуто. Такуто она нравилась, Хана же любила Нацуо. Хана Окада посетила остров в 22-м эпизоде.
Роль озвучивает Умика Кавасима (участница гёрл-группы 9nine)

## Музыка
Начальные темы
- «Gravity Ø» от Aqua Timez (1-13)
- «Shining Star» от 9nine (14-24)

Завершающие композиции
- «Cross Over» от 9nine (1-13)
- «Pride» от Scandal (14-25)

Песни жриц
- «Monochrome» (яп. モノクローム Монокуро:му) Сакана-тян (Харука Томацу)
- «Komorebi no Contact» (яп. 木漏れ日のコンタクト Коморэби но Контакуто, Прикосновение солнечного луча) Вако Агэмаки (Саори Хаями)
- «Innocent Blue» (яп. イノセント・ブルー Иносэнто Буру:) Мидзуно Ё (Рина Хидака)
- «Akiiro no Aria» (яп. 秋色のアリア, Ария осеннего цветаAria of Autumn Color) Нити Кэйто (Ами Косимидзу)